# NGC 672
NGC 672 je galaksija u zviježđu Trokut.

## Vanjske poveznice
- SEDS: NGC 0672